# San Blas (Nayarit)
San Blas is een badplaats in de Mexicaanse staat Nayarit. De plaats heeft 9.114 inwoners (census 2005) en is de hoofdplaats van de gemeente San Blas.
San Blas werd in 1531 gesticht door Nuño de Guzmán en is van oudsher een havenstad. Vanuit hier vertrok Junipero Serra in 1768 naar Californië. In de laatste jaren is San Blas opgekomen als toeristenbestemming. In 2002 rihtte de Orkaan Kenna aanzienlijke schade aan in San Blas.
Een belangrijke bron van inkomsten naast toerisme is de garnalenvisserij.

## Trivia
Het laatste gedicht van Henry Wadsworth Longfellow, De bellen van San Blas, ging over deze plaats, hoewel Longfellow er zelf nooit geweest is.